# Koseze (Ilirska Bistrica, Slovenija)
Koseze je naselje u slovenskoj Općini Ilirskoj Bistrici. Koseze se nalazi u pokrajini Notranjskoj i statističkoj regiji Notranjsko-kraškoj. 

## Stanovništvo
Prema popisu stanovništva iz 2002. godine naselje je imalo 371 stanovnika.